# ديفيد غرين (لاعب كرة قاعدة)
ديفيد غرين (بالإسبانية: David Green)‏ هو لاعب كرة قاعدة نيكاراغوي، ولد في 4 ديسمبر 1960 في ماناغوا في نيكاراغوا.

## وصلات خارجية
- ديفيد غرين على موقع الدوري الياباني لكرة القاعدة (الإنجليزية)
- ديفيد غرين على موقعبيزبول رفرنس.كوم (الدوري الرئيسي) (الإنجليزية)
- ديفيد غرين على موقعبيزبول رفرنس.كوم (الدوري الثانوي) (الإنجليزية)
- ديفيد غرين على موقع مشجعي الرسوم البيانية (الإنجليزية)